# 古今亭寿輔
古今亭 寿輔（ここんてい じゅすけ）は、落語家の名跡。壽輔とも表記。名跡は数名が名乗っているが、代数は数えられていない。
- 古今亭壽輔 - 後∶三代目三遊亭圓右

古今亭 寿輔（ここんてい じゅすけ、1944年5月5日 - ）は、落語家。落語芸術協会所属。本名：宮川 幸夫。山梨県甲府市出身。黄色や水色、橙色、黄緑色などの派手な着物と口ひげを特徴とする。

## 来歴
1944年5月5日、山梨県甲府市に生まれる。甲府第一高校卒業後に上京して京橋の銀製品店に就職するも、落語家の道をあきらめられず入門を決意。
1968年4月、三代目三遊亭圓右に入門。前座名「三遊亭右詩夫」を名乗り、人形町末廣で初高座を踏む。
1972年4月、二ツ目に昇進し、師匠圓右の前名である「古今亭寿輔」に改名する。黄色やピンク色などの熱帯色を配した自作の衣装を発案し、新宿末廣亭で初めて披露した。また、この時期には東北放送と山形放送でラジオ番組のレギュラーを受け持ち、10年間ほど東北通いを続けている。
1983年4月に四代目春雨や雷蔵、二代目柳亭小痴楽、三笑亭夢之助、桂京丸、五代目春風亭柳條、三遊亭春馬と共に真打に昇進する。

## 芸歴
- 1968年4月 - 三代目三遊亭圓右に入門、前座名「右詩夫」を名乗る。
- 1972年4月 - 二ツ目昇進、「寿輔」に改名。
- 1983年4月 - 真打昇進。

## 人物
弟子・六代目古今亭今輔の真打昇進披露口上が『笑点』（2008年5月11日放送）で執り行われた際は、「大師匠（五代目）である今輔の大名跡を弟子が継ぐことになったことで、自分を追い抜いてしまって面白くない」と祝福の言葉を贈った。

## 一門弟子
- 六代目古今亭今輔